# ویلیس کریر
ویلیس هاویلند کریر (به انگلیسی: Willis Haviland Carrier) مهندس آمریکایی بود که تهویه مطبوع را اختراع کرد و شرکت کریر را بنیان‌نهاد.

## زندگی و کار
ویلیس هاویلند کریر تنها فرزند یک خانواده پر جمعیت بود که تمام دوران کودکی خود را در بین بزرگسالان خانواده از قبیل پدربزرگ و مادر بزرگ و عموی خود گذراند.
او پس از گذراندن دوران متوسطه وارد دانشگاه کورنل در شهر ایتاکا در ایالت نیویورک شد.
او در ژوئن ۱۹۰۱ با مدرک مهندسی مکانیک به استخدام شرکت بوفالو در آمد و شروع به طراحی سیستم‌های حرارتی، جهت خشک کردن رطوبت الوار و قهوه نمود. کریر در این دوران به این نتیجه رسید که اطلاعات موجود به هیچ عنوان جهت طراحی یک سیستم مهندسی کارآمد کافی نبوده و از آن رو، او خود شروع به تحقیق در زمینه حرارت هوای خروجی که از روی لوله‌های بخارآب عبور می‌کند، نمود و به نتایج شگفت انگیزی رسید و این امر در همان ابتدا مبلغی معادل ۴۰٬۰۰۰ دلار برای شرکت صرفه جوئی به ارمغان آورد که این مبلغ صرف اصلاح سیستم‌های ضعیف از قبل طراحی شده گردید.
کریر در سال ۱۹۰۲ اولین سیستم تهویه مطبوع خود را طراحی نمود. مشتری او چاپخانه‌ای بود که با مشکل چاپ رنگ روبرو بود چون تغییر در گرما و رطوبت محیط موجب تغییر در همنشینی رنگها می‌شد. نزدیک به دو دهه اختراعات کریر این مکان را فراهم آورده بود تا در محیط‌های صنعتی دما و رطوبت به صورت علمی تحت کنترل در بیاید.
در سال ۱۹۰۶ کریر اولین اختراع خود، وسیله‌ای برای تصفیه هوا، را به ثبت رساند. کارخانجات نساجی جنوب آمریکا از اولین استفاده کنندگان سیستم جدید کریر بودند. کمبود رطوبت در محیط کارخانجات نساجی بلمونت موجب افزایش بار الکتریسیته ساکن در پنبه شده و این امر موجب سختی و تیرگی پارچه می‌گردید. سیستم کریر رطوبت موجود در محیط را افزایش داد و در یک حد مطلوب پایدار نمود که این امر موجب از بین رفتن مشکل به وجود آمده گردید. اولین مشتری خارجی سیستم جدید کریر، یک کارخانه نساجی واقع در یوکوهامای ژاپن بود که در سال ۱۹۰۷ این سیستم را خریداری نمود.